# 維利希夫齊-拉濟
48°7′33″N 23°41′51″E / 48.12583°N 23.69750°E
維利希夫齊-拉濟（烏克蘭語：Вільхівці-Лази），是烏克蘭的村落，位於該國西部外喀爾巴阡州，由佳切夫區負責管轄，始建於1848年，面積0.23平方公里，海拔高度275米，2001年人口3,215。